# Andrea Lalli

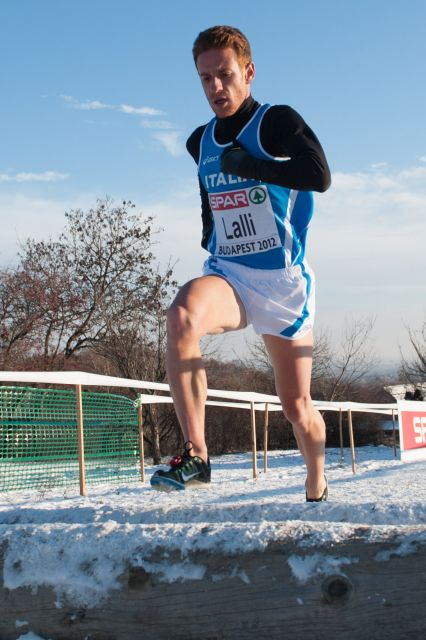
Andrea Lalli bei den Crosslauf-EM 2012

Andrea Lalli (* 20. Mai 1987 in Florenz) ist ein italienischer Langstreckenläufer.
2006 gewann er das Juniorenrennen bei den Crosslauf-Europameisterschaften in San Giorgio su Legnano.
2008 kam er bei den Crosslauf-Weltmeisterschaften in Edinburgh auf den 70. Platz und siegte beim U23-Rennen der Crosslauf-EM in Brüssel. Im Jahr darauf gewann er bei den U23-Europameisterschaften 2009 in Kaunas Silber über 10.000 m und trug mit einem 18. Platz bei den Crosslauf-EM in Dublin zum Gewinn der Bronzemedaille für das italienische Team bei.
2010 wurde er bei den Leichtathletik-Europameisterschaften in Barcelona Siebter über 10.000 m und Sechster bei den Crosslauf-EM in Albufeira. Bei der Stramilano wurde er 2011 Siebter und 2012 Zweiter.
Bei den Crosslauf-EM 2012 in Szentendre gelang ihm sein bislang größter Erfolg mit einem Sieg in der Einzelwertung und Bronze in der Mannschaftswertung.
2013 wurde er Siebter beim Udine-Halbmarathon und Dritter beim Venedig-Marathon.
2008 und 2009 wurde er Italienischer Meister im Crosslauf.

## Bestzeiten
- 1500 m: 3:43,36 min, 2. Juli 2008, Mailand
- 3000 m: 8:03,20 min, 6. Juni 2008, Turin
- 5000 m: 13:45,61 min, 12. Juni 2009, Lugano
- 10.000 m: 28:17,64 min, 25. April 2010, Rieti
- Halbmarathon: 1:01:11 h, 25. März 2012, Mailand
- Marathon: 2:14:26 h, 27. Oktober 2013, Venedig